# Edmund Łągiewka
Edmund Łągiewka (ur. 1934 w Garnku koło Częstochowy, zm. 9 kwietnia 2005 w Częstochowie) – polonista, pedagog, nauczyciel akademicki, naukowiec, filolog, humanista, znawca literatury.

## Życiorys
W czasach okupacji naukę pobierał na tajnych kompletach. Po II wojnie światowej w 1945 zdał egzamin do Gimnazjum im. Romualda Traugutta w Częstochowie; następnie ukończył tamtejsze dwuletnie liceum. Maturę zdał w 1951 i przez rok pracował jako nauczyciel w rodzinnej miejscowości. Podjął studia polonistyczne w Wyższej Szkole Pedagogicznej w Katowicach, którą ukończył w 1957, pozostając tam jako asystent. W 1960 powrócił do Częstochowy i rozpoczął pracę jako nauczyciel w szkołach średnich. Uczył w II Liceum im. Romualda Traugutta oraz Szkole Gospodarczej Sióstr Zmartwychwstanek. 
W latach 1973–1975 był polonistą w IV Liceum Ogólnokształcącym im. Henryka Sienkiewicza. Za namową prof. Jerzego Starnawskiego w 1975 zamienił pracę w szkole na asystenturę przy powstającym na częstochowskiej Wyższej Szkole Pedagogicznej Instytucie Filologii Polskiej. Wtedy również rozpoczął przygotowywanie pracy doktorskiej na temat Konstantego Wojciechowskiego – badacza i krytyka literatury żyjącego na przełomie XIX i XX wieku. Obronił ją w 1985 na Uniwersytecie Łódzkim. Wykładał literaturę staropolską, uczył polonistów przygotowywania warsztatu bibliograficznego. Był pasjonatem książek. Przez ponad pół wieku działał w częstochowskim oddziale Towarzystwa im. Adama Mickiewicza, do którego tworzenia zaprosił go – młodego wówczas absolwenta Wyższej Szkoły Pedagogicznej w Katowicach – Józef Mikołajtis, jego mistrz i nauczyciel z liceum. Wygłosił tam wiele odczytów a także napisał wiele pism dotyczących m.in. czasopism częstochowskich dwudziestolecia międzywojennego. 
Na początku lat 90. zaangażował się w tworzenie Liceum Społecznego w Częstochowie. W latach 1992–1995 był jego dyrektorem. Z jego inicjatywy w 2002 szkoła przyjęła imię Zbigniewa Herberta. Po przejściu na emeryturę pracował nadal na pół etatu w Liceum jako polonista. W 2003 był przewodniczącym jury w III Konkursie Literackim im. prof. Zofii Martusewicz. Jest autorem monografii 10 lat I Społecznego Liceum Ogólnokształcącego STO w Częstochowie, wydanej w Częstochowie w 2000.
Miał żonę Barbarę, poetkę.